# لوبرتسی
لوبرتسی (روسی: ЛНПО «Союз») شرکت دولتی هوافضا و صنایع جنگ‌افزاری روس است، که در سال ۱۹۴۷ تأسیس شد.